# Tomáš Josl
Tomáš Josl (Přerov, 12 november 1984) is een Tsjechisch voetballer die bij voorkeur als verdediger speelt. Sinds 2014 speelt hij in de Indian Super League bij NorthEast United FC.

## Carrière
Op 16 oktober 2014 maakte Josl zijn debuut voor NorthEast United. In de verloren wedstrijd tegen Atlético de Kolkata viel hij na 61 minuten in voor Isaac Chansa.

## Erelijst

### Met1. FC Tatran Prešov
| Competitie | Winnaar | Winnaar | Runner-up | Runner-up |
| Competitie | Aantal  | Jaren   | Aantal    | Jaren     |
| ---------- | ------- | ------- | --------- | --------- |
| Nationaal  |         |         |           |           |
| 2. Liga    | 1x      | 2008    |           |           |